# المحفر (صعفان)

تعديل مصدري - تعديل

المحفر هي إحدى قرى عزلة بني عراف بمديرية صعفان التابعة لمحافظة صنعاء، بلغ تعداد سكانها 207 نسمة حسب تعداد اليمن لعام 2004.